# Rhizoecus aloes
Rhizoecus aloes är en insektsart som beskrevs av Williams och Pellizzari 1997. Rhizoecus aloes ingår i släktet Rhizoecus och familjen ullsköldlöss. Inga underarter finns listade i Catalogue of Life.